# Trey Waltke
Pour les articles homonymes, voir Trey et Waltke.
Trey Waltke, né le 16 mars 1955 à Saint-Louis (Missouri), est ancien joueur de tennis américain.

## Palmarès

### Finales en simple messieurs
| No | Date       | Nom et lieu du tournoi            | Catégorie | Dotation  | Surface    | Vainqueur          | Score         |  |
| -- | ---------- | --------------------------------- | --------- | --------- | ---------- | ------------------ | ------------- |  |
| 1  | 07-04-1980 | Tournoi de tennis de Tulsa, Tulsa |           | NC $      | NC         | Howard Schoenfield | 5-7, 6-1, 6-0 |  |
| 2  | 20-10-1980 | Fischer Grand Prix, Vienne        |           | 100 000 $ | Dur (int.) | Brian Gottfried    | 6-2, 6-4, 6-3 |  |

### Finales en double messieurs
| No | Date       | Nom et lieu du tournoi                            | Catégorie | Dotation  | Surface         | Vainqueurs                   | Partenaire      | Score    |  |
| -- | ---------- | ------------------------------------------------- | --------- | --------- | --------------- | ---------------------------- | --------------- | -------- |  |
| 1  | 14-02-1976 | US National Indoor Championships Salisbury        |           | NC $      | Moquette (int.) | Fred McNair Sherwood Stewart | Steve Krulevitz | 6-3, 6-2 |  |
| 2  | 14-09-1977 | Laguna Niguel Classic Laguna Niguel               |           | 19 500 $  | Dur (ext.)      | Chico Hagey Billy Martin     | Peter Fleming   | 6-3, 6-4 |  |
| 3  | 20-04-1981 | Alan King/Caesars Palace Tennis Classic Las Vegas |           | 300 000 $ | Dur (ext.)      | Peter Fleming John McEnroe   | Tracy Delatte   | 6-3, 7-6 |  |